# San-čchiao

Provincie Kuej-čou, ve které se mluví jazykem Sanqiao na mapě Číny

San-čchiao (čínsky pchin-jinem sānqiāo, znaky 三橇) je smíšený jazyk, kterým mluví asi 6 000 lidí v Číně, v provincii Kuej-čou. Vznikl smísením jazyka kam (tajsko-kadajský jazyk) a hmu (hmong-mienský jazyk).
San-čchiao obsahuje asi 30-40% slov z hmu, 40-50% slov z kam a zbytek je z čínštiny. Mluvčí san-čchiaa rozumí místním dialektům hmu a kamu, ale mluvčí těchto jazyků san-čchiau nerozumí.